# Stazione di Shirasagi
La stazione di Shirasagi (白鷺駅?, Shirasagi-eki) è una stazione ferroviaria della città di Sakai, nella prefettura di Osaka situata nel quartiere di Kita-ku, gestita dalle Ferrovie Nankai e servita dalla linea Kōya; fermano solamente i treni locali e semiespressi.

## Linee e servizi
Ferrovie Nankai
● Linea Nankai Kōya

## Struttura
La stazione è dotata di due marciapiedi a isola e quattro binari passanti, collegati al fabbricato viaggiatori, situato sopra i binari, da scale fisse e ascensori,
| 1-2 | ● Linea Nankai Kōya | per Kitanoda, Kawachinagano, Hashimoto e Kōyasan  |
| 3-4 | ● Linea Nankai Kōya | per Nakamozu, Sakai-Higashi, Shin-Imamiya e Namba |

## Stazioni adiacenti
| «                 | Servizio           | »                 |
| Linea Nankai Kōya | Linea Nankai Kōya  | Linea Nankai Kōya |
| ----------------- | ------------------ | ----------------- |
| Nakamozu          | Locale             | Hatsushiba        |
| Nakamozu          | Semiespresso       | Hatsushiba        |
| Transito          | Espresso sezionale | Transito          |
| Transito          | Espresso           | Transito          |
| Transito          | Espresso Rapido    | Transito          |
| Transito          | Espresso Limitato  | Transito          |